# Singh-Sabha-Bewegung
Singh-Sabha-Bewegung ist der allgemeine Begriff, der für verschiedene Netzwerke von sozio-religiösen Reformbewegungen unter den Sikhs des Panjab ab dem späten 19. Jahrhundert gebraucht wird. Die erste derartige Singh-Sabha wurde 1873 von konservativen sikhistischen Eliten (Großgrundbesitzer, Regionalfürsten, Vorsteher von Gurdwaras, d. i. sikhistische Kultstätten) in Amritsar gegründet. Ihr Ansatz, eher ausgerichtet auf die Bewahrung des gegenwärtigen status quo in der sikhistischen Religionsgemeinschaft gegenüber äußeren Einflüssen u. a. durch christliche Missionare, konnte sich mittelfristig nicht durchsetzen gegenüber einer anderen Strömung von Singh Sabhas unter der Führung der Lahore Singh-Sabha, die 1879 gegründet wurde. Diese war besser organisiert und an die modernen medialen und administrativen Strukturen (zum Beispiel Pressewesen, Geldmitteleinwerbung, Lobbyarbeit und Kommunikation mit den Kolonialbehörden) angepasst und bestimmte zunehmend das Auftreten der sikhistischen Gemeinschaft in der Öffentlichkeit, besonders gegenüber den kolonialen Machthabern und unter den städtischen Eliten. Heutzutage wird der Begriff „Singh-Sabha-Bewegung“ meist einseitig auf den von Lahore ausgehenden Zweig bezogen.

## Die Arbeit der Singh-Sabhas in der Umgestaltung der sikhistischen Tradition
Die Singh-Sabhas breiteten sich schnell in andere städtische Zentren des Panjab aus und gründeten regionale Zweigstellen. Gezielt wurde auch in den ländlichen Raum vorgedrungen, um den dort lebenden Sikhs eine nach städtischen Maßstäben entwickelte (an westlichen Werten von Religiosität orientierte) Form religiöser Praxis zu vermitteln. So sollte deren Selbstverständnis als Sikhs in Abgrenzung von anderen religiösen Gemeinschaften wie Hindus und Muslimen geschärft werden. (Vormals war dies gerade in ländlichen Gebieten Nordwest-Indiens kaum ausgeprägt und alle drei Gruppen hatten oft gemeinsame Kultstätten.) Vor diesem Hintergrund wurden verschiedene Elemente des lokalen Volksglaubens (Heiligen- oder Naturverehrung,  Anbetung von Götterbildern, Pilgerschaft zu bestimmten Wallfahrtsorten) kritisiert und der Versuch unternommen eine einheitliche Form der religiösen Praxis zu verbreiten.
Aus den vorhandenen heiligen Schriften wurde eine, der Adi Granth, als allein autoritativ ausgewählt und die Verehrung charismatischer religiöser Führer auf eine Gruppe von 10 „historischen“ Gurus (beginnend mit dem Gründer, Guru Nanak) beschränkt (dies führte im Nachgang zu Spannungen mit anderen charismatischen Führern, die diese Beschränkung nicht akzeptierten und für sich in Anspruch nahmen, in der Nachfolge der Gurus zu stehen).  Der religiöse Raum wurde auf die Gurdwaras als einzig legitime Kultstätten eingegrenzt (gegenüber verschiedenen Naturheiligtümern, Grabmälern wundertätiger Persönlichkeiten u. ä.). Außerdem wurden eigene Formen von religiösen Übergangsriten (Geburt, Tod) geschaffen bzw. vorhandene Rituale als allgemein bindend erklärt und vereinheitlicht (Initiation, Hochzeit). Oft unterschieden sich Sikhs auch auf diesem Gebiet zuvor kaum von anderen sie umgebenden religiösen Gruppen.
Zuletzt, und bis in die Gegenwart zentral, verallgemeinerten die Singh Sabhas die verschiedenen religiös fundierten Erkennungszeichen des Sikhismus auf die heute gültigen 5 Ks (Dolch, Panjabi: Kirpan; ungeschnittenes Haar, Kes (inklusive des Turbans als Kopfbedeckung); Kamm, Kanga; Stahlarmreif, Kara; spezifisches Beinkleid, Kachha). Zuvor existierten ganz verschiedene Vorstellungen über die äußeren Erkennungszeichen von Sikhs (wenn sie überhaupt existierten waren es oft 5 an der Zahl) und diese wurden nur von einer kleinen Elite der Khalsa-Sikhs getragen.
Der Khalsa ist eine ordensähnliche Organisation innerhalb des Sikhismus (mit dem mythischen Gründungsdatum am 30. März 1699), der seinen Mitgliedern besonders strenge Verhaltensregeln auferlegt. Durch die Agitation der Singh Sabhas wurde die Rolle des Khalsa für die sikhistische Gemeinde stark idealisiert und nach und nach wurde eine sikhistische Glaubenspraxis außerhalb des Khalsa (und ohne dessen Erkennungszeichen) als ungenügend stigmatisiert und abgewertet. Derartige Wertungen gelten bis heute – gerade im Westen glaubt man, Sikhs zuverlässig an ihrem Turban erkennen zu können. Die Zahl der nicht in den Khalsa initiierten Sikhs in der Diaspora (d. h. außerhalb Indiens) geht mittlerweile wahrscheinlich gegen null, die derjenigen im Inland ist nicht bekannt, da keine Statistiken zu dieser Frage angefertigt werden. (Indien betrachtet sich als säkulares Land ohne Interesse an solchen Sachverhalten und auch die sikhistische Orthodoxie hat keine Motivation zur Verbreitung derartiger Zahlen.)

## Motivationen
Die Interessen der städtischen Eliten bei der Verbreitung einer solch einheitlichen religiösen Form des „Sikhismus“ – der damit in seiner religiösen Repräsentation und Alltagspraxis, wenn nicht neu erfunden, so doch massiv umgestaltet wurde – lagen in einer verbesserten Wahrnehmbarkeit gegenüber der Kolonialverwaltung begründet. Diese verteilte Arbeitsstellen in lokalen Verwaltungsinstitutionen und Plätze an staatlichen Bildungseinrichtungen zunehmend auf der Grundlage von religiös fundierten Quotenregelungen. Daher konnten viele gebildete Sikhs in den Städten nur durch eine Wahrnehmbarkeit als eigene religiöse Gruppe hoffen, an den gesellschaftlichen Ressourcen von Macht, Wohlstand und Prestige teilhaben zu können.
Darüber hinaus wurde die traditionelle Religiosität der Sikhs den Anforderungen der modernen Lebenswelt, in der viele städtische Mitglieder der Religionsgemeinschaft lebten, zunehmend nicht mehr gerecht. Westliche Bildung und die intellektuellen Einflüsse christlicher Missionare (die bereits seit 1835 im Panjab aktiv waren) hatten die religiösen Wertmaßstäbe der urbanen Eliten verschoben und die Ansprüche an die eigene Religiosität wandelten sich. So ist zu verstehen, warum sich ein großer Teil des religiösen Homogenisierungsprogramms der Singh Sabhas mit der missionarischen Kritik am einheimischen Heidentum (Götzenverehrung, wucherndes Ritualwesen, wirre Vorstellungen des Göttlichen, …) in Zusammenhang stand und darauf reagierte. Harjot Singh Oberoi schreibt dazu in seinem Buch „The Construction of Religious Boundaries“: „Die Eliten versuchten, in ihrem Bestreben, ihre eigenen [politischen und beruflichen] Ambitionen zu verallgemeinern, den Rest der sikhistischen Tradition in ein Spiegelbild ihrer selbst zu verwandeln.“

## Sozio-politische Hintergründe
Ein weiterer Faktor, der die religiöse Bewusstseinsbildung und ihre Umsetzung in eine standardisierte Religiosität förderte, war das zeitlich parallele Auftreten anderer sozio-religiöser Reformbewegungen wie des hinduistischen Arya Samaj (ab 1877) und der muslimischen Ahmadiyya-Bewegung (ab 1889), zu denen die Singh Sabhas bald in Konkurrenz um Mitglieder und sozio-politischen Einfluss traten. In diesem Rahmen wurde die Notwendigkeit einer äußeren Erkennbarkeit der eigenen Gruppe (und daher die Abgrenzung von den andern) immer bedeutender und entlud sich im Rahmen verschiedener, auch gewalttätiger Spannungen, besonders im Zusammenhang mit den Konversionsritualen des Arya Samaj (Shuddhi) gegenüber Sikhs. Wie auch zwischen den verschiedenen Flügeln der Singh-Sabha-Bewegung kam es hier zu einem regelrechten Pressekrieg, einer publizistischen Schlammschlacht zwischen den Vertretern der verschiedenen Lager in Büchern, Zeitschriftenartikeln, Flugblättern u. ä., die oft auch  auf juristischem Wege weitergefochten wurden.

## Sozio-religiöse Wirkungsmacht in der Rückschau
Vor diesem Hintergrund gelang es der Singh-Sabha-Bewegung nach und nach, ihre Forderungen bezüglich der religiösen Praxis des Sikhismus und deren ideologischem Fundament weitgehend durchzusetzen und den Einfluss der traditionellen Eliten zurückzudrängen. Obwohl die Singh Sabhas als Institutionen ab 1919 (wegen ihrer Nähe zur Kolonialverwaltung und deren Unterstützung) in den allgemeinen politischen Dynamiken der anti-kolonialistischen Bewegung unter Führung der Kongresspartei und Mohandas Gandhis als Institutionen ins Abseits gedrängt wurden, hatte ihr sozio-religiöses Reformwerk weiter Bestand. 1950, nach langen Diskussionen um Detailfragen und Formulierungen, wurde vom (1925 gegründeten, bis heute dominanten und als sikhistische Orthodoxie anerkannten) Shiromani Gurdwara Parbandhak Committee (SGPC) das Sikh Reht Maryada publiziert, eine Art sikhistischer Katechismus mit autoritativen Informationen zu allen dogmatischen Fragen rund um den Sikhismus, von der Alltagspraxis bis hin zu den abstraktesten Lehrinhalten. Dies kann zu großen Teilen als spätes Vermächtnis der Arbeit der Singh Sabhas angesehen werden.

### Zitatnachweise
1. ↑  vgl. Oberoi 1994: S. 147–169
2. ↑  vgl. Oberoi 1994: S. 316–317
3. ↑  vgl. Oberoi 1994: S. 334–344
4. ↑  vgl. Oberoi 1994: S. 182–190
5. ↑  vgl. Oberoi 1994: S. 328–334
6. ↑   vgl. Oberoi 1994: S. 220
7. ↑  "The elites, in seeking to universalize their own aspirations, sought to turn the rest of Sikh tradition into a mirror image of themselves." (S. 304)